# Ізабелла Ягеллонка
Ізабелла Ягеллонка (пол. Izabela Jagiellonka, лит. Izabelė Jogailaitė), також Ізабелла Польська; 18 січня 1519 — 15 вересня 1559) — польська королівна та литовська княжна з династії Ягеллонів, донька короля Польщі Сигізмунда I та міланської принцеси Бони Сфорца, дружина короля Угорщини Яноша I Запольяї, регентка при малолітньому синові у 1540—1559 роках.

## Біографія

### Дитинство та юність
Ізабелла народилась 18 січня 1519 року у Кракові. Вона була первістком в родині короля Польщі та великого князя Литви Сигізмунда I та його другої дружини Бони Сфорца. Своє ім'я новонароджена отримала на честь бабусі Ізабелли Арагонської. Згодом у неї з'явились молодші сестри Софія, Анна та Катерина й брати Сигізмунд Август та Войцех Ольбрахт, який помер невдовзі після народження.
Більшу частину дитинства Ізабелла провела у Вавельському замку у Кракові та мисливському будиночку Неполоміце. Також проживала на території Великого князівства Литовського у 1527—1529 та 1533–1536 роках. В ході останньої подорожі три її молодші сестри залишилися в Кракові. Цей епізод передбачив майбутні сімейні стосунки: Бона Сфорца більш за інших любила старшу дочку та влаштувала їй ранній шлюб, в той час як інші сестри були закинуті та пізно повиходили заміж.
Ізабелла отримала гарну освіту, була вихована у дусі ренесансу. Серед її вчителів був гуманіст і теолог Йоханнес Хонтерус. Королівна також володіла чотирма мовами: польською, латинською, німецькою та італійською.

### Матримоніальні плани
Першу пропозицію на шлюб вона отримала у віці 2 місяців, коли французькі посли доправили пропозицію Франциска I одружитися королівні із його майбутнім сином, в обмін на його підтримку Сигізмунда на виборах імператора Священної Римської імперії. Королева Бона й надалі займалася влаштуванням цього шлюбу, сподіваючись, що король Франції посадить свого сина на трон Міланського герцогства. У 1524 році Ієронімус Ласкі укладав антиосманський договір з французами, серед його пунктів був і шлюб Ізабелли з Генріхом. Однак, союз, як і заручини, не відбувся через те, що французький король потрапив у полон у битві при Павії.

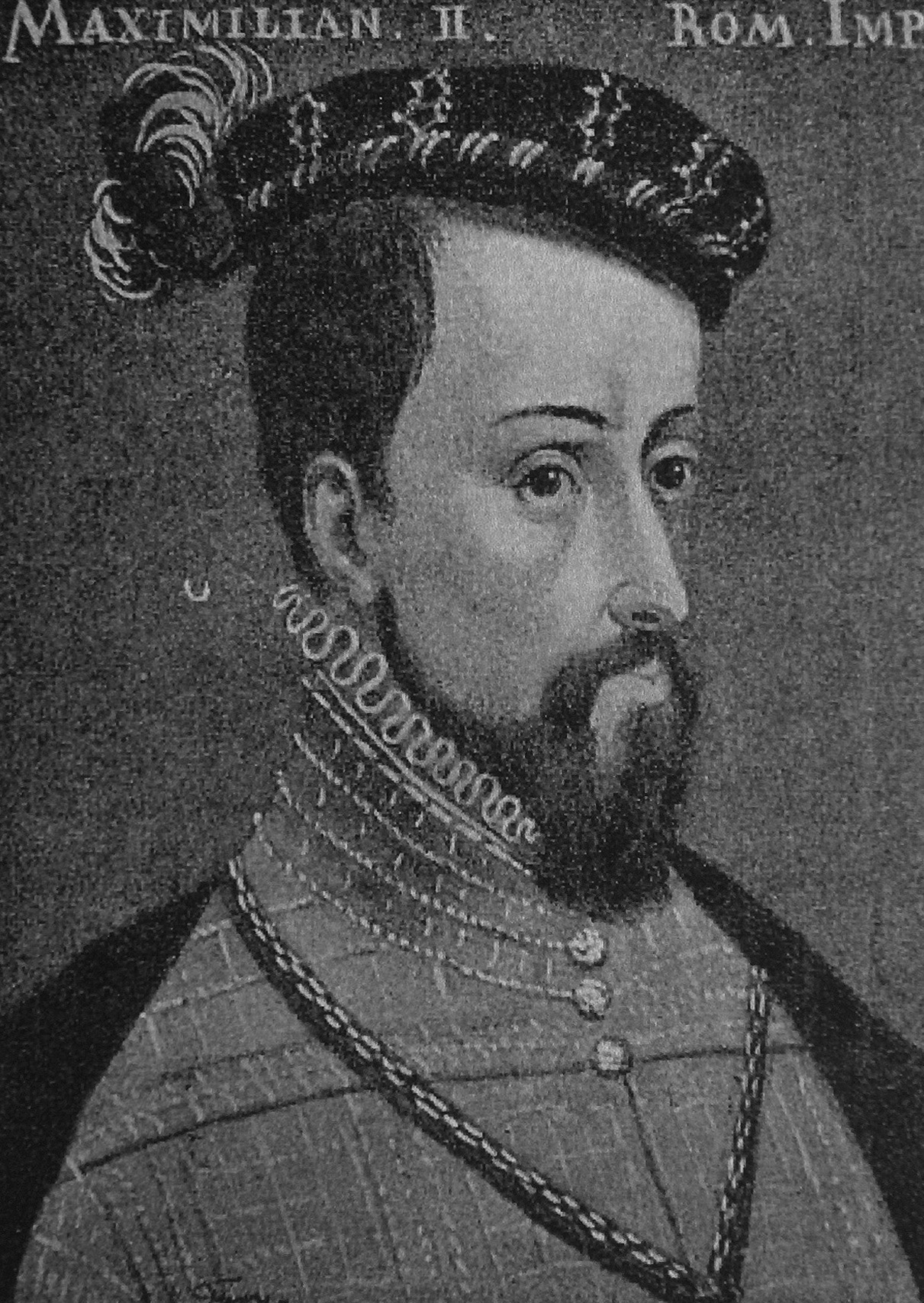
Один із можливих наречених Ізабелли — Генріх Валуа

Бона після цього зайнялася італійським проектом шлюбу для доньки. Її мати, Ізабелла Неаполітанська, запропонувала шлюб онуки із Франческо II Сфорца, який посів міланський трон, і відправила послів до Польщі. Тим не менш, Сигізмунд відмовився через те, що вважав становище Франческо Сфорца надто хитким. Після цього Бона запропонувала кандидатуру Федеріко II Ґонзаґа, але той одружився із Маргаритою Палеолог.
Сигізмунд прагнув союзу з Габсбургами, тому у 1530 році запропонував шлюб із Максиміліаном Австрійським, 3-річним племінником імператора Карла V. Проте Габсбурги відмовились під приводом того, що наречена була на 8 років старшою від хлопця. Натомість вони запропонували кандидатуру 7-річного сина герцога Карла Савойського.
Близько 1531 року виник план оженити Ізабеллу із королем Угорщини Яношем Заполья. Після битви при Могачі 1526 року Угорщина була поділена на Османську частину, під владою султана, Королівську, під владою Габсбургів, та Східну, де вцарювався Януш Заполья, підтримуваний османами. Бона Сфорца ненавиділа австрійців і підтримувала Запольяї. Вона переконувала чоловіка надати йому військову допомогу та пообіцяти руку Ізабелли. Сигізмунд не хотів псувати відносини с Австрією та не був упевнений у міцності трону Запольяї, тому попервах відкидав цю ідею. Згодом він пом'якшив свою позицію за умови встановлення миру між ворогуючими сторонами. У лютому 1538 ерцгерцог Фердинанд Габсбург та король Януш підписали мирний договір, за умовами якого ерцгерцог мав спадкувати бездітному Запольяї.
За два місяці після цього, у квітні 1538 до Кракова прибув єпископ Степан Бродарич для ведення переговорів про місце та умови укладення шлюбу Яноша Запольяї та королівни Ізабелли. Польська шляхта схилялася до думки, що заручини невигідні та непродумані. Майбутні діти Яноша та Ізабелли, згідно договору 1538 року, не мали прав на угорську корону, а лише князівський титул і майно у Спишу.

### Шлюб із Яношем Запольяї

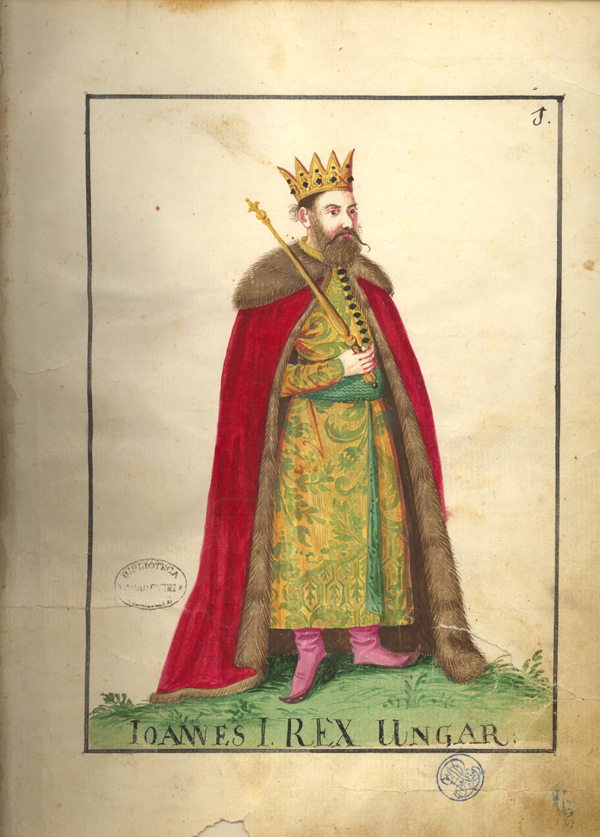
Янош Заполья

15 січня 1539 року п'ятсот угорських лицарів прибули до Кракова. Заручини відбулися 26 січня. Точна дата шлюбу за домовленістю невідома. Ймовірно, це відбулося в період з 28 січня по 2 лютого. Після церемонії Ізабелла вирушила до Угорщини. Її посаг становив 32000 дукатів готівкою та майно на суму ще 6000 дукатів. Через Буду королева досягла Секешфегервару, де на неї очікував Запольяї. Їхня перша зустріч відбулася 22 лютого. Король подарував дружині містечка Інячовце, Ліпова, Дева, Чічов, Токай, частину Дебреценського та Регецького замків. Наступного день відбулося вінчання і 20-річна Ізабелла була коронована як королева Угорщини. Весільний бенкет тривав у Буді тиждень.
Сімейне життя виявилося коротким. У тому ж році Ізабелла завагітніла і залишилась у Буді, коли Янош навесні 1540 придушував повстання у Трансильванії. Стан 63-літнього короля після цього погіршав, однак королеві за його проханням про це не доповідали. 8 липня Ізабелла народила єдиного сина Яноша Жигмонда (1540—1571) — наступного короля Угорщини у 1540—1570 роках, та князя Трансильванії у 1570—1571 роках, одруженим не був, дітей не мав.
Яношу про народження сина повідомили, і він зажадав проведення відповідних урочистостей. Після святкування йому ще більше погіршало, і 22 липня він помер.
Смерть короля стала ударом для молодої Ягеллонки. Шлюб тривав лише півтора року, і вона не встигла зайняти міцну позицію в Угорщині. Згідно договору з австрійцями, її син не мав права успадкувати корону. Проте виконання його положень було важким для обох сторін: Фердинанд Габсбург не мав ресурсів для виконання свої частини обов'язків.

### Регентство
Угорська шляхта не мала бажання мати короля-австрійця і у вересні того ж року проголосила Яноша Жигмонда королем. Ізабелла та Дьйордь Мартінуцці стали регентами при правителю-немовляті. Королева не мала достатньо політичного досвіду та попервах не мала реального впливу. Тим не менш, згодом вона вступила у боротьбу за владу.
Фердинанд невдовзі вторгся до королівства та взяв Буду, де вони знаходилися, в облогу. Місто витримало першу облогу у листопаді 1540, а у травні 1541 їм на допомогу прибув турецький султан Сулейман I Пишний. Він зняв з Буди облогу, більшість угорських земель східного королівства перетворив на пашалики та проголосив себе сюзереном решти земель Яноша Жигмонда. В управління королю залишились Трансильванія та землі на схід від Тиси.
У вересні 1541 року Ізабелла покинула Буду та оселилася в Ліповій, потім у Дьялі та Алба-Юлії. Вона скаржилася на згубний стан своїх нових доменів та фінансові проблеми. Королева-регентка була молода та відома своєю красою. Народ лаяв її за дорогі смаки. Вона почала реконструкцію палацу колишнього єпископа Алба-Юлії в ренесансному стилі відповідно прикладів Вавельського замку в її рідному Кракові та Королівського палацу в Буді. Вона зіткнулися з численними політичними проблемами: підтримання миру з османами, приборкання амбіцій Мартінуцці та блокування спроб Фердинанда отримати Трансильванію. У грудні 1541 року її сили вичерпалися, й Ізабелла підписала угоду з Фердинандом про те, що залишить Трансильванію та оселиться в Спиші. Однак, під час наступної османської навали, Фердинанд не мав достатньо військової сили, щоб захистити землі і договір був забутий. Польща запропонувала для вирішення цієї проблеми шлюб Ізабелли з овдовілим Карлом V, ерцгерцогом Фердинандом, або його старшим сином Максиміліаном. Проте Фердинанд сподівався отримати Трансильванію іншими шляхами.
У 1549 році він уклав договір з Мартінуцці щодо захисту Угорщини від османів. Згідно нього, Ізабелла залишала Трансильванію в обмін на Ополе та Ратибор в Силезії, Януш Жизмонд надалі фінансувався ерцгерцогом і в майбутньому мав одружитися з якоюсь з його доньок, Мартінуцці ставав єпископом Ґранським та кардиналом.
Вдовіюча королева не погодилася з таким планом і взялася за зброю. Однак, її брат Сигізмунд Август також уклав союз із Фердинандом. У 1550 році війська Ізабелли захищали Алба-Юлія, але були змушені укласти перемир'я. У липні 1551 вона підписала Вайсенбурзький договір з ерцгерцогом, згідно якого, як і передбачалося раніше, регентка залишала Трансильванію в обмін на Ополе, Ратибор та інші території разом з річним доходом у 25000 флорінів. За її власні угорські домени, які були оцінені в 140 000 флоринів, вона мала отримати Зембіце, Зомбковіце-Шльонське та 100 000 флоринів готівкою. Янош Жигмонд мав оженитися із донькою Фердинанда.

### Втрата влади

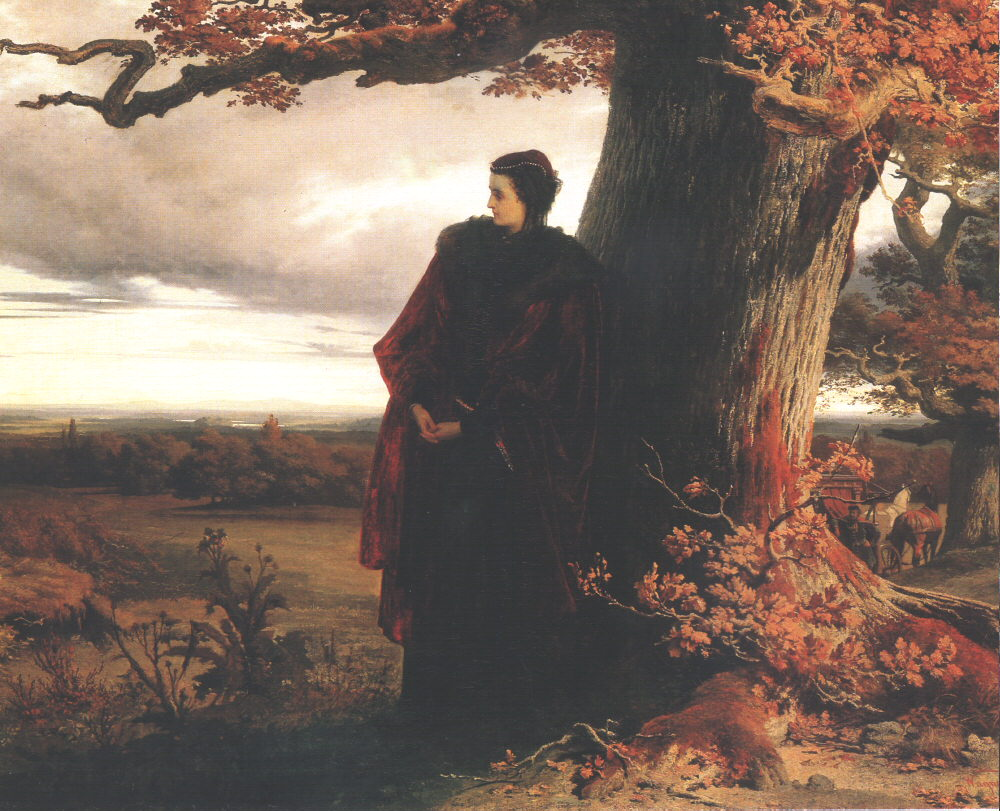
Ізабелла прощається з Трансильванією, картина Александра фон Вагнера

У вересні 1551 року Ізабелла виїхала з Трансільванії. За легендою, коли Ізабелла зупинилася, щоб відпочити біля воріт Мезеса, вона вирізала абревіатуру свого девізу на корі старого дуба: SFV — Sic fata volunt . Ополе вона знайшла спустошеним, будинки були непридатні для проживання, дохід становив лише половину того, що було вказано у договорі, і Фердинанд не поспішав виплачувати решту. Тільки за місяць вона покинула Ополе, виїхавши до Польщі, де жила разом з сім'єю протягом наступних п'яти років. Для того, щоб забезпечити їй дохід, брат подарував їй Кшепіце та Сянік, мати додала до цього і Велюнь.
Того часу ситуація в Угорщині не була стабільною. У грудні 1551 року Дьйордя Мартінуцці було вбито. Османи вторглися на території держави, захопили Ченад та взяли в облогу Егер. Угорська шляхта поверталася до своїх домівок. Сулейман прислав Ізабеллі запрошення знову стати регенткою Угорщини, але вона затримувалася в Польщі. Її брат, король Сигізмунд Август, побоюючись австрійсько-московитського союзу одружився з Катериною Габсбург. Тим не менш, Бона Сфорца та Ізабелла зажадали від Фердинанда виконання зобов'язань Вайсенбурзького договору, але оскільки той не мав відповідних фінансових можливостей і попросив піти на поступки, Ізабелла більше не вважала себе пов'язаною договором та вирішила повернутися до Угорщини.

### Повернення до Трансильванії в останні роки
У лютому 1556 року Ізабелла та її мати Бона, яка поверталася до своєї рідної Італії, відбули з Варшави в напрямку Сілезії. Ізабелла провела літо у Львові чекаючи на сприятливий момент для повернення. У супроводі османських військ вона вступила в Клуж-Напока у жовтні 1556 року. 25 листопада трансильванський дьєт доручив їй п'ятирічне керування країною як регенту від імені Яноша Жигмонда. Вона створила свою трансільванську канцелярію за допомогою Міхая Чакі, викарбувала власні золоті дукати. У країні ширився протестантизм, і у 1557 році Ізабелла підписала новаторський указ про надання свободи релігії чотирьом конфесіям — католикам, лютеранам, кальвіністам та уніатам. Завдяки йому вона стала першим європейським правителем, який видав закон про релігійної терпимості.
У 1558 році її прихильник Мельхіор Баласса запобіг перевороту проти Ізабелли, який намагалася вчинити родина Кенді. У той же час тривала війна з Габсбургами на території Верхньої Тиси і угорські війська зазнали поразки на річці Шайо. Ізабелла після цього втратила надію на приєднання словацьких земель і пішла на переговори з Фердинандом. Однак вони не встигли увінчатися успіхом, оскільки 15 вересня 1559 року королева пішла з життя після тривалої хвороби.
Її поховали у католицькому соборі Святого Михайла в Алба-Юлії.

## У кінематографі
- Роль Ізабелли в угорському фільмі «Зірки Еґера» 1968 року виконала Єва Рутткаї.